# Wenus z Ille (film)
Wenus z Ille – polski film fabularny z 1967 roku, w reżyserii Janusza Majewskiego. Pierwowzorem scenariusza do filmu jest opowiadanie autorstwa Prospera Meriméego pt. Wenus z Ille.

## Fabuła
Na terenie gospody znajdującej się niedaleko granicy francusko – hiszpańskiej znajduje się antyczny posąg Wenus z Ille. Posąg ten według legendy przynosi nieszczęście każdemu, kto się z nim zetknie. Karczmarz nie wierzy jednak w tę opowieść. Nazajutrz ma odbyć się ślub jego jedynego syna, Alphonse’a. Do gospody przybywa tymczasem sławny archeolog. Właściciel oberży z dumą prezentuje mu swą rzeźbę. Nazajutrz okazuje się jednak, że i w tym przypadku spotkanie z posągiem kończy się tragicznie.

## Obsada
- Michael Kane jako słynny archeolog
- Isabelle Jan jako żona Alfonsa
- Jacek Woszczerowicz jako właściciel zajazdu "Siedem Krzyży"
- Andrzej Nowakowski jako Alfons, syn właściciela zajazdu
- Halina Kossobudzka jako żona właściciela zajazdu
- Leon Niemczyk jako Aragończyk
- Mieczysław Stoor jako pomocnik w zajeździe
- Zbigniew Koczanowicz jako komisarz policji
- Witold Pyrkosz jako Artur